# Aleksandr Gucaljuk
Aleksandr Gucaljuk (in russo Александр Гуцалюк?; Krasnodar, 15 gennaio 1988) è un pallavolista russo.
Gioca nel ruolo di centrale nel Belogor'e.

## Carriera
La carriera di Aleksandr Gucaljuk inizia nella Dinamo Krasnodar, dove disputa quattro annate in Vysšaja Liga A, secondo livello del campionato russo; durante questo periodo la squadra non va mai oltre il quarto posto e non supera mai il primo turno di Coppa di Russia. L'esordio in Superliga avviene nella stagione 2009-10, quando passa al Gazprom-Jugra: nella seconda annata con il club di Surgut esordisce anche nelle coppe europee, disputando la Challenge Cup 2010-11 e raggiungendo i quarti di finale. Viene inserito nella lista dei convocati per la nazionale russa che ottiene la medaglia d'oro all'Universiade 2011.
Nel 2011-12 si trasferisce allo Zenit-Kazan e raggiunge i primi successi della sua carriera: conquista infatti in ambito nazionale il titolo di campione di Russia e la vittoria della Supercoppa, oltre alla vittoria della CEV Champions League; passa poi al Lokomotiv Novosibirsk, laureandosi per la seconda volta consecutiva campione d'Europa.
Dopo un'annata al Fakel, chiusa con il nono posto in campionato e l'eliminazione ai sedicesimi della Challenge Cup, fa ritorno allo Zenit-Kazan con cui vince quattro Coppe di Russia, quattro Champions League, quattro scudetti, tre Supercoppe russe e il campionato mondiale per club 2017.
Nella stagione 2018-19 passa al Belogor'e, con cui conquista la Challenge Cup.

## Palmarès

### Club
- Campionato russo: 5

2011-12, 2014-15, 2015-16, 2016-17, 2017-18
- Coppa di Russia: 4

2014, 2015, 2016, 2017
- Supercoppa russa: 4

2011, 2015, 2016, 2017
- Campionato mondiale per club: 1

2017
- Champions League: 6

2011-12, 2012-13, 2014-15, 2015-16, 2016-17, 2017-18
- Challenge Cup: 1

2018-19

### Nazionale (competizioni minori)
- Universiade 2011